# Ripes
Ripes (grec antic: Ῥύπες o Ῥύπαι, en llatí: Rhypes; gentilici Ῥυπικός, català rípic) era una ciutat d'Acaia, a 30 estadis a l'oest d'Ègion. Va ser una de les dotze ciutats originals dels aqueus.
En temps de Polibi havia deixat de ser membre de la Lliga Aquea i Leòntion havia ocupat el seu lloc. La ciutat no va cessar d'existir si més no fins al temps d'August, qui va traslladar els seus habitants a Patres i el seu territori (la Rípide, Ῥυπίς) es va dividir entre Ègion i Fares. Pausànies va visitar les seves ruïnes. Segons Estrabó, Èsquil l'anomenà κεραυνίας Ῥύπας ('Ripes afectada pels llamps').
Hi va néixer Míscel, el fundador de Crotona, colònia aquea. Al seu territori hi havia les ciutats dependents de Lèuctron (Λεῦκτρον) i Eríneon (Ἐρινεόν o Ἐρινεὸς λιμήν), que segurament era el seu port. La seva situació correspondria a unes ruïnes a la vora del riu Tolos.